# Ghost (Album)
Ghost ist das vierzehnte Studioalbum des kanadischen Rockmusikers Devin Townsend aus dem Jahr 2011.

## Hintergrund
Es ist der vierte Teil seines Albumzyklus unter dem Namen Devin Townsend Project und wurde zeitgleich mit dem Album Deconstruction veröffentlicht. Im Gegensatz zu den übrigen Werken von Townsend, die sich zumeist dem Genre Progressive Metal zuordnen lassen, ist Ghost eher ruhig, experimentell und von dem Genre Ambient geprägt. Somit stellt es das Gegenstück zu Deconstruction dar, welches vom Extreme Metal dominiert ist. Am 13. November 2011 wurde das Album einmalig in der Union Chapel in London aufgeführt, um wie die anderen drei vorhergehenden Teile des Zyklus für die DVD By A Thread - Live In London 2011 gefilmt zu werden. Das Album erhielt überwiegend positive Kritiken.
Bis auf Monsoon und Infinite Ocean wurden alle Songs von Devin Townsend geschrieben. 

## Trackliste
1. Fly – 4:15
2. Heart Baby – 5:55
3. Feather – 11:30
4. Kawaii – 2:52
5. Ghost – 6:24 Eine Melodie, die jemand in einem Park von Vancouver spielte, inspirierte Townsend zu dem Song Ghost. Er dankt der unbekannten Person im Booklet der CD.
6. Blackberry – 4:53
7. Monsoon (Townsend, Epple, Young) – 4:37
8. Dark Matters – 1:57
9. Texada – 9:30
10. Seams – 4:04
11. Infinite Ocean (Townsend, Young, St-Jean) – 8:01
12. As You Were – 8:47
13. Radial Highway (iTunes exclusive bonus track) – 6:49

Townsend hatte noch weitere Songs für das Album geschrieben, darunter die bereits als Download erhältlichen Tracks Drench, Fall und Watch You. Diese fanden aufgrund ihrer dunkleren Stimmung keinen Platz auf dem Album. Townsend plant jedoch, die übrigen Songs zu einem späteren Zeitpunkt unter dem Titel Ghost II zu veröffentlichen.